# Мандельштам, Андрей Николаевич
Андрей Николаевич Мандельштам (также Генрих Николаевич; 1 января 1869, Могилёв — 27 января 1949, Париж) — русский дипломат, юрист-международник, историк и теоретик международного частного права, востоковед, знаток государственного права Оттоманской империи, профессор международного права Петроградского университета; а также дипломат Министерства иностранных дел, директор департамента МИД, действительный статский советник.

## Биография
Андрей Николаевич (Генрих Нохимович) Мандельштам родился в семье акушера-гинеколога Николая Мартыновича (Нохима Менделевича) Мандельштама (1826—1882), учёного-медика, основателя и директора фельдшерской и повивальной школ в Могилёве, и Веры Осиповны Иоффе. Учился одновременно на двух факультетах в Санкт-Петербургском университете: юридическом и восточном. После окончания университета был оставлен для приготовления к профессорскому званию, а в 1893 году поступил на службу в Министерство иностранных дел.
Андрей Мандельштам в 1900 г. защищал диссертацию на соискание степени магистра международного права по теме: «Гаагские конференции о кодификации международного частного права». Публичная защита диссертации Мандельштама стала событием научной жизни в России. Официальными оппонентами на защите диссертации были Ф. Ф. Мартенс и М. А. Таубе, неофициальными — М. И. Горчаков и Л. И. Петражицкий, а сама защита весьма подробно освещалась в еженедельной юридической газете «Право». За эту работу Андрею Мандельштаму, минуя степень магистра, была присуждена степень доктора международного права.
В своей речи, произнесённой в связи с защитой, Мандельштам отметил: 

Частное международное право существует только в зародыше… вместо него мы имеем — как это ни странно звучит — русское, германское, французское международное частное право; другими словами, каждое государство имеет не только свои особенные гражданские законы, но и свой особый ключ для разрешения столкновений этих законов с иностранными.
 По мнению Мандельштама, идея создания общечеловеческого гражданского права является такой же утопией, как и родственные ей идеи всемирного языка и всемирного государства. Тем не менее Мандельштам предлагал идею создания единого международного частного права, не уничтожающего различные законы, а, наоборот, обеспечивающего им полноту действия.

## Дипломатическая деятельность
- в 1898 году он был назначен драгоманом (дипломатическим переводчиком) при посольстве в Константинополе.
- в 1903 г. Мандельштам управлял российскими консульствами в Уксюбе и в Монастире. В эти годы он стал крупным знатоком Османской империи.
- в 1905 г. был одним из представителей России в международной комиссии по Гулльскому инциденту эскадры адмирала Рожественского.
- в 1907 г. был секретарем второй Гаагской мирной конференции.
- в 1913 г. Мандельштам был делегатом русского посольства в международной комиссии о реформах в турецкой Армении, им был составлен Российский проект Армянских реформ.
- в 1914—1916 годах был заместителем начальника отдела военнопленных Министерства иностранных дел России.
- в 1916 г. был прикомандирован к русской миссии в Швейцарии по проблемам военнопленных.
- в марте 1917 года, на следующий день после Февральской революции, Мандельштам сменил Бориса Нольде на посту директора по правовым вопросам Министерства иностранных дел России.

## Мандельштам и Армянский вопрос
Мандельштам был свидетелем младотурецкой революции 1908 года, которую поначалу счёл концом деспотизма в Турции и приходом либеральной власти. Но уже вскоре он осудил националистический и диктаторский курс младотурецкого Комитета «Единение и Прогресс». Сблизившись с К. Н. Гулькевичем, российским поверенным в делах в Константинополе, Андрей Мандельштам сыграл ведущую роль в переговорах по проекту реформы в Османской Армении, проходивших в 1912-1914 годах. Он покинул Османскую империю в начале Первой мировой войны. В 1916 году Мандельштам был прикомандирован к русской миссии в Швейцарии по проблемам военнопленных. Именно в это время он написал свой труд «Судьба Османской империи». В котором он отверг идею, что к геноциду армян привёл взрыв религиозного фанатизма в Турции, доказывая, чти причинами геноцида были идеология и преступная практика правящего младотурецкого режима.
В 1925-1926 годах Мандельштам опубликовал книгу «Лига Наций и державы, столкнувшиеся с Армянской проблемой», где указал, что положение армян в Турции стало намного хуже того, которое было до войны, накануне геноцида. Он осудил незаинтересованность великих держав в Армянском вопросе: они больше уже не стремятся гарантировать независимое государство этому истребленному народу. И назвал линию великих держав — «неявным освящением решения, которое Турция дала Армянскому вопросу: решения путём истребления неподходящего меньшинства.»

## После 1917
Сразу после революции в октябре 1917 года в эмиграции: сначала Константинополь, затем Париж. Сведения о его жизни в эмиграции крайне скудны. Известно, что до начала войны он проживал в Париже, в годы оккупации — в США.
Был членом Совета бывших послов России.
В эмиграции активно занимался практической и научно-литературной деятельностью, являлся сотрудником изданий «Современные записки», «Еврейская трибуна», «Права и хозяйства» и других. Был членом-корреспондентом Института международного права. Являлся одним из основателей Российского общества Лиги Наций, входил в число трёх генеральных секретарей общества, являлся масоном.
В СССР был незаслуженно «забыт» советской юридической наукой из-за того, что после революции навсегда покинул Советскую Россию. Ни в одном советском юридическом справочнике нет его фамилии, его имя было табу более 70 лет.

## Семья
- Брат — Алексей Николаевич Мандельштам (1881—?), врач. Его сын (племянник А. Н. Мандельштама) — Лев Алексеевич Мандельштам, профессор Саратовской сельскохозяйственной академии.
- Брат — Николай Николаевич Мандельштам (1879—1929), революционер и партийный деятель, заведующий орготделом Бауманского райкома РКП(б) Москвы (1922), заведующим отделом агитации и пропаганды Московского комитета ВКП(б) (1926—1928), один из организаторов Главэлектро.
- Брат — Мартын Николаевич Лядов, большевик, историк и государственный деятель.
- Двоюродный брат — рижский врач-офтальмолог и учёный-медик Леопольд Эмильевич Мандельштам (нем. Leopold Mandelstamm, 1839—1913).

## Труды
- Гаагские конференции о кодификации международного частного права. (оглавление) — в 2-х томах. Петербург, 1900. — 851 с.
- La Justice Ottomane dan ses rapports avec les puissances etrangeres. — Paris, A. Pedone, 1908
- Младотурецкая держава. 1915
- Le Sort de L’Empire Ottoman. — Lausanne; Paris : Payot, 1917. — 631 p. (фундаментальный трактат «Судьба Оттоманской империи»)
- Mémoire sur l’application du principe des nationalités à la question polonaise. — Paris, 1919
- Постоянный международный суд и начало равенства государств. — «Современные записки», 1920, № 2
- La Societe des Nations et les Puissances devant la probleme armenien Р., 1926 (Лига наций и армянский вопрос перед державами)
- Нью-Йоркская декларация Института международного права. — «Современные записки», 1930, № 42
- рецензия на работу Нольде Б. Э. об Ираке. — «Современные записки», 1934, № 56
- Россия XX века перед турецкими проливами. — «Новоселье», Нью-Йорк, 1946, № 29/30
- Русская политика в Турции накануне и во время Первой мировой войны. — «Новоселье», 1947, № 31/32
- Севрский трактат 1920 года. — «Новоселье», 1947, № 35/36

## Высказывания
Разрешение конфликтов между государствами и нациями, входящими в их состав, не будет производиться по однообразному рецепту самоопределения народов. Иногда решение придется вынести в пользу государств, иногда – в пользу народностей, в зависимости от того, чего потребуют высшие интересы человеческого общества в каждом данном случае
Именно младотурецкое правительство, с заранее обдуманным намерением хладнокровно декретировало уничтожение армянского народа... С безжалостной твердостью турецкое правительство запрещало и отклоняло всякое милосердное вмешательство... С большей жестокостью, чем при султане Абдул-Гамиде, оно казнило тех турок, которые осмеливались помогать армянам. («Судьба Оттоманской империи», с. 277—278)